# Diana Gurtskaya
Diana Gudaevna Gurtskaya, née le 2 juillet 1978 à Soukhoumi, est une chanteuse géorgienne. Elle a représenté son pays au Concours Eurovision de la chanson 2008. Artiste émérite de la fédération de Russie (2006).
Aveugle de naissance et cadette d'une famille nombreuse, elle a étudié à l'internat pour aveugles de Tbilissi. Elle joue également du piano.

## Récompenses
- Ordre de l'Honneur : 1er septembre 2004
- Ordre de l'Amitié : 30 décembre 2010[1]